# Rhodacaroides levis
Rhodacaroides levis är en spindeldjursart som beskrevs av Wolfgang Karg 1977. Rhodacaroides levis ingår i släktet Rhodacaroides och familjen Ologamasidae. Inga underarter finns listade i Catalogue of Life.